# 匍匐藁本
匍匐藁本（学名：Ligusticum reptans）是伞形科藁本属的植物，为中国的特有植物。分布于中国大陆的贵州、四川等地，生长于海拔2,000米的地区，多生在山坡草地。